# Suraha Tal
Suraha Tal és un llac d'Uttar Pradesh al districte de Ballia a 6 km al nord de la ciutat de Ballia. la seva superfície és variable entre 34 km² al temps de pluges i uns 10 km² a la temporada seca. A la vora s'hi cultivava arròs. És drenat pel canal anomenat Katihar que sortia en direcció sud cap al Ganges, però quan aquest pujava el nivell les seves aigües pujaven fins al llac.